# Gempylidae
Famille
Les Gempylidae (les escolars) forment une famille de poissons abyssaux de l'ordre des Scombriformes.

## Description
Les Gempylidae sont des poissons prédateurs, au corps oblong à allongé et comprimé latéralement, adapté à la nage rapide. Ils possèdent une mâchoire inférieure proéminente et des dents très longues, en forme de crocs. La mâchoire supérieure (maxillaire) est bien visible. La nageoire anale est pourvue d’une à trois épines, suivies de 8 à 35 rayons mous. On observe généralement la présence de petites nageoires accessoires, appelées pinnules, situées derrière les nageoires dorsale et anale. La nageoire caudale est développée, la nageoire pectorale est placée bas sur le corps, et la nageoire pelvienne comprend une épine et cinq rayons mous, ou se réduit à une seule épine. Le nombre de vertèbres varie de 32 à 58,.
Ces prédateurs sont adaptés à la vie dans les eaux relativement profondes à travers le monde. Parmi les espèces les plus notables de cette famille, l'escolier (Ruvettus pretiosus, oilfish ou « poisson huile » en anglais) se distingue par une chair particulièrement riche en huile, conférant à leur consommation des propriétés purgatives. La peau, les muscles, et même les os de ces poissons contiennent en effet des dépôts de lipides, y compris des esters de cire.

## Liste des genres
Selon ITIS et World Register of Marine Species (1 novembre 2015) :
- genre Diplospinus Maul, 1948
- genre Epinnula Poey, 1854
- genre Gempylus Cuvier, 1829
- genre Lepidocybium Gill, 1862
- genre Nealotus Johnson, 1865
- genre Neoepinnula Matsubara & Iwai, 1952
- genre Nesiarchus Johnson, 1862
- genre Paradiplospinus Andriashev, 1960
- genre Promethichthys Gill, 1893
- genre Rexea Waite, 1911
- genre Rexichthys Parin & Astakhov, 1987
- genre Ruvettus Cocco, 1833
- genre Thyrsites Lesson, 1831
- genre Thyrsitoides Fowler, 1929
- genre Thyrsitops Gill, 1862
- genre Tongaichthys Nakamura & Fujii, 1983

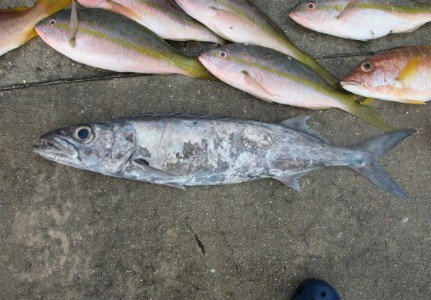
Epinnula magistralis
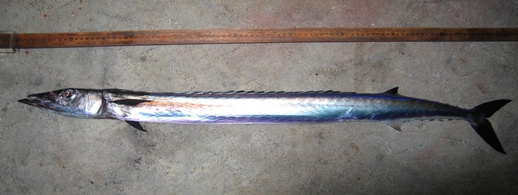
Gempylus serpens
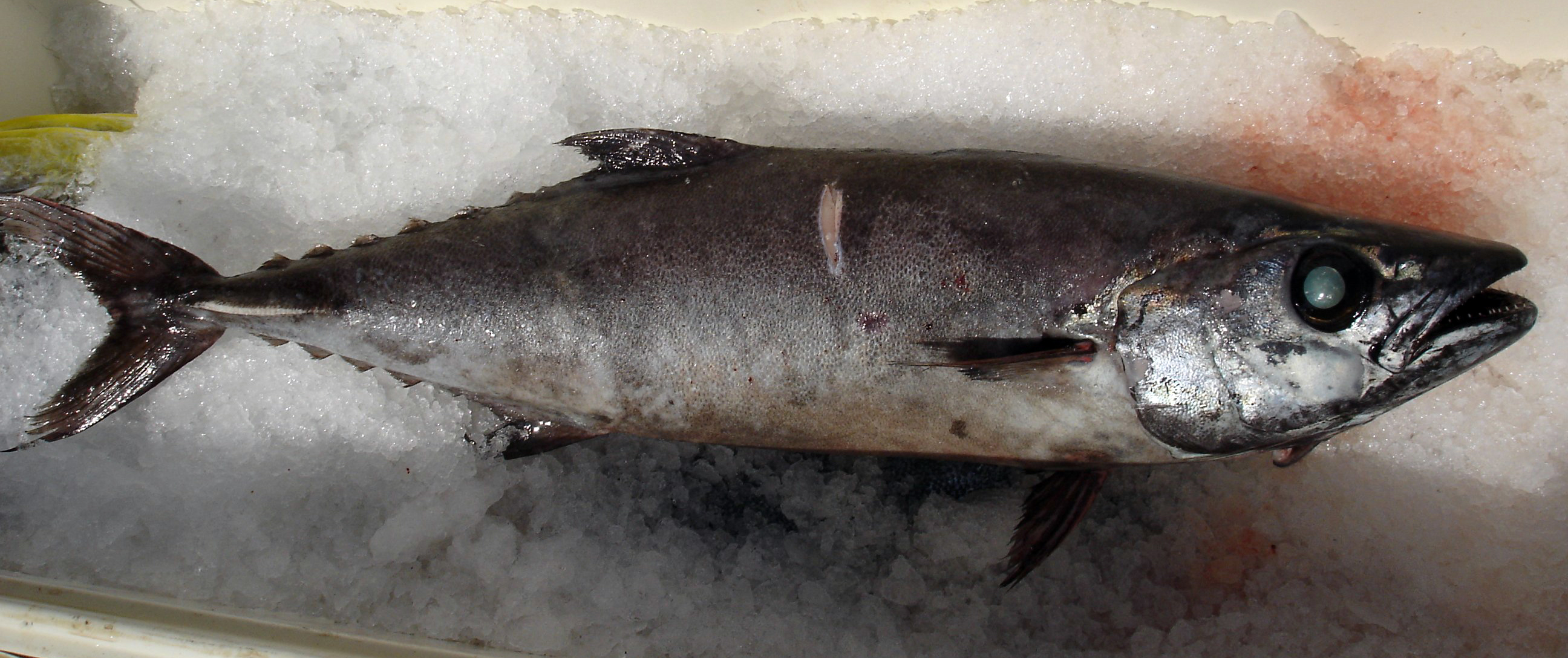
Lepidocybium flavobrunneum
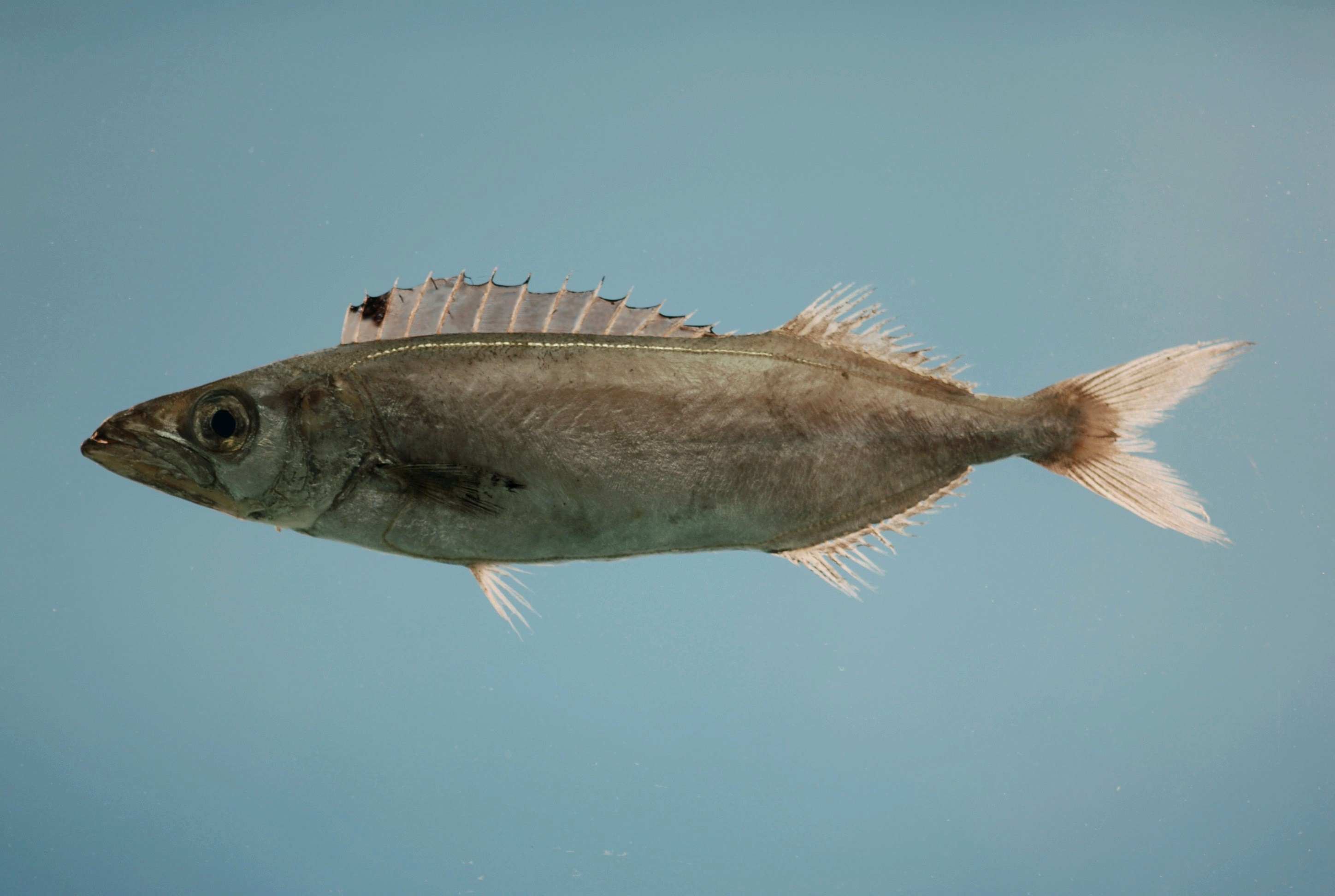
Neoepinnula americana
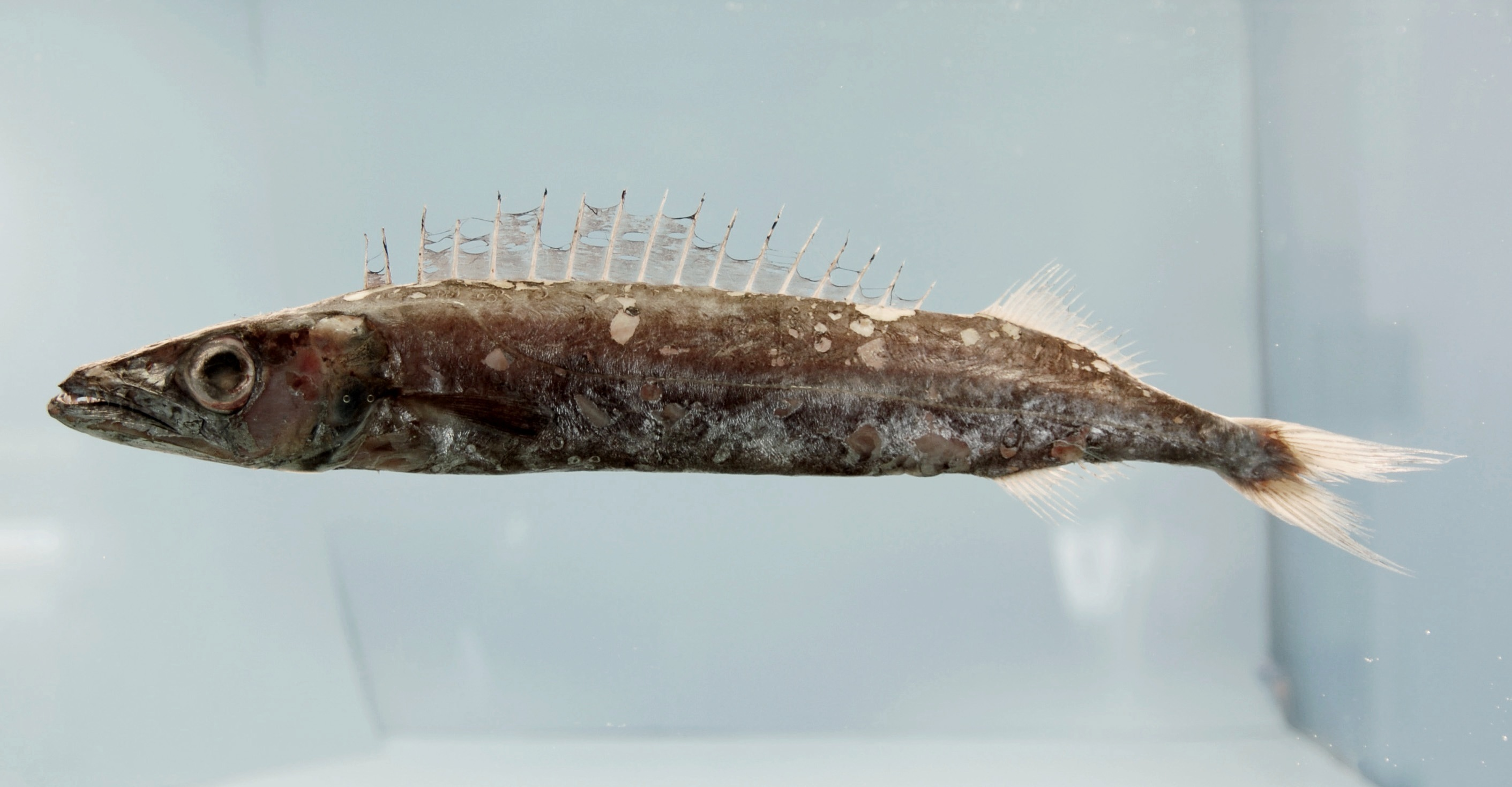
Promethichthys prometheus
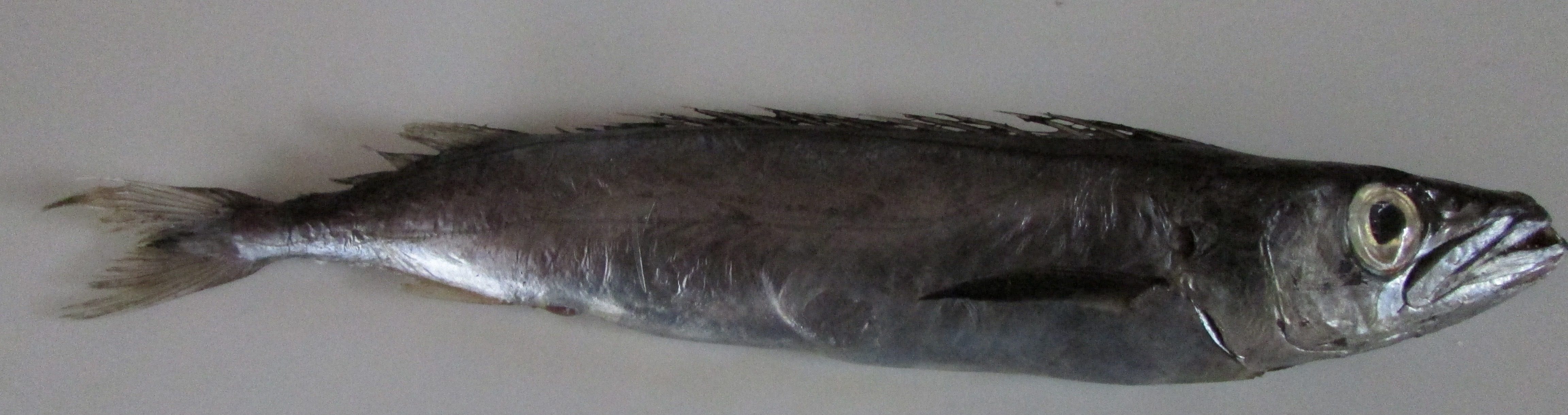
Rexea bengalensis
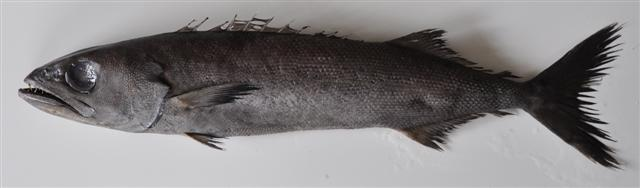
Ruvettus pretiosus
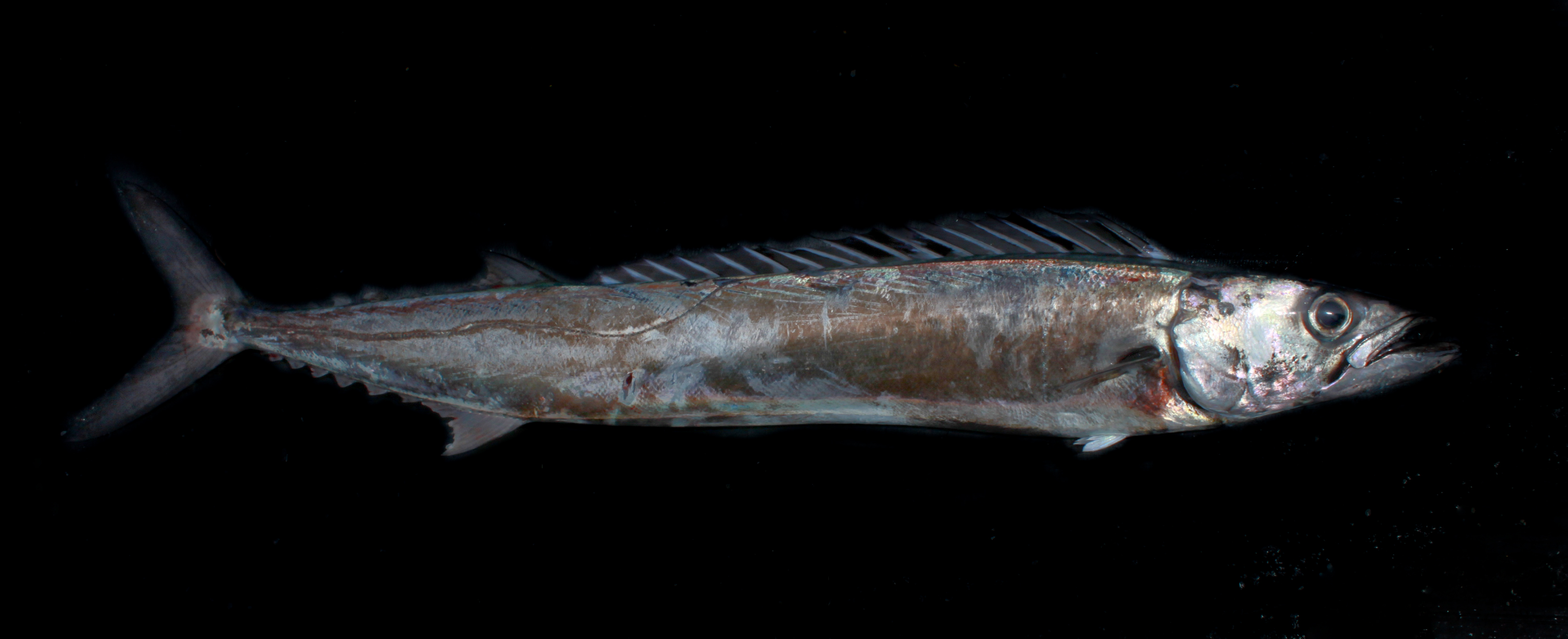
Thyrsites atun

## Systématique
Le nom valide complet (avec auteur) de ce taxon est Gempylidae Gill, 1862.
Plusieurs genres au sein de la famille des Gempylidés, notamment Tongaichthys, présentent de nombreuses caractéristiques propres aux scombridés. Diplospinus, caractérisé par une ligne latérale atypique et occupant une position intermédiaire entre les Gempylidés et les Trichiuridés pour de multiples caractères, est intégré à la famille des Gempylidés, conformément à la classification proposée par Parin et Bekker en 1979. Par ailleurs le genre Lepidocybium est identifié comme le groupe frère des autres membres de la famille des Gempylidés. Les Gempylidés ont une relation phylogénétique étroite avec les Trichiuridés, communément appelés poissons-sabres.

## Étymologie
Du grec, gempylos (γέμπυλος) = une sorte de poisson.